# Presse de télévision en France
En France, la presse de télévision représente la diffusion la plus importante de la presse française.

## Hebdomadaires
- Télé Magazine (Reworld Media), depuis 1955
- Télé 7 jours (Czech Media Invest), depuis 1960
- Télérama, depuis 1960, contraction des trois mots qui composaient l'ancien nom du magazine : "Télévision-Radio-Cinéma"
- Télé Poche (Reworld Media), depuis 1966
- Télé Star (Reworld Media), depuis 1976
- Télé Z (Prisma Media), depuis 1982
- Télé-Loisirs (Prisma Media), depuis 1986
- Télécâble Sat Hebdo (Bauer Media Group), depuis 1990
- Diverto (Presse quotidienne régionale), depuis 2023
- Le Figaro TV Magazine (Groupe Figaro), depuis 2023

Hebdomadaires disparus :
- TV Magazine (Groupe Figaro), depuis 1987 à 2022
- TV Hebdo (Lagardère Active), de 1987 à 2009, puis absorbé par TV Magazine
- Télé TNT Programmes (Groupe Michel Hommell), de 2006 à 2012

À noter :
- Le Figaro TV Magazine et Diverto ne sont pas vendu en kiosques mais servi gratuitement comme suppléments à divers journaux de la presse quotidienne, le week-end. C'était également le cas de TV Hebdo.
- Certains titres payants de presse de télévision, comme Télé Magazine, ne sont pas distribués en kiosques.

## Bimensuels
- Télé 2 semaines (Prisma Media), depuis 2004
- TV Grandes Chaînes (Prisma Media), depuis 2004
- Télé 15 jours (RL Mags), depuis 2019
- Télé programmes (RL Mags), depuis 2020
- Télé 4 (Éditions Lalo), depuis 2021, programmes sur 3 semaines.
- Télé Revue 2 semaines (RL Mags), depuis 2024
- TV 30 Chaines  (RL Mags), depuis 2025

## Classement des ventes
Selon l'OJD-ACPM, le classement des ventes (diffusion payée France), en 2006, 2009 et 2018, ainsi que de la diffusion totale (incluant des exemplaires distribués gratuitement ou à prix très réduits) pour l'année 2013 pour la presse de télévision s'établissait de la manière suivante :
| Nom du magazine     | Vente en 2006 | Vente en 2009 | Vente en 2013 | Vente en 2018 | Vente en 2022 |
| ------------------- | ------------- | ------------- | ------------- | ------------- | ------------- |
| TV Magazine         | 4 535 331     | 5 883 103()   | 5 530 327()   | 4 363 813()   | 3 757 356()   |
| Télé 7 Jours        | 1 618 403     | 1 471 593()   | 1 308 139()   | 1 027 596()   | 845 346()     |
| Télé Z              | 1 741 733     | 1 646 845()   | 1 316 371()   | 951 299()     | 707 731()     |
| TV Grandes Chaînes  | 1 155 802     | 1 118 476()   | 920 072()     | 701 549()     | 595 766()     |
| Télé Star           | 1 235 264     | 1 091 200()   | 1 025 425()   | 783 675()     | 586 679()     |
| Télé 2 semaines     | 1 202 165     | 1 099 022()   | 881 950()     | 711 460()     | 556 202()     |
| Télé-Loisirs        | 1 305 559     | 1 100 242()   | 898 469()     | 638 425()     | 529 581()     |
| Télérama            | 641 557       | 634 051()     | 602 236()     | 498 600()     | 451 681()     |
| Télécâble Sat Hebdo | 651 084       | 618 670()     | 571 225()     | 492 570()     | 440 545()     |
| Télé Poche          | 680 766       | 581 004()     | 463 491()     | 362 228()     | 291 856()     |
| Télé 15 jours       |               |               |               |               | 126 388       |
| Télé programmes     |               |               |               |               | 113 261       |
| Télé Magazine       |               |               | 230 828       | 132 442()     | 102 935()     |

### Régional
| Nom du magazine  | Régions               | 2013               |
| ---------------- | --------------------- | ------------------ |
| Le P'tit Zappeur | Bretagne Sud / Vannes | 87 408 exemplaires |
| Le P'tit Zappeur | Nimes                 | 63 833 exemplaires |
| Top TV           | Colmar / Sélestat     | 28 000 exemplaires |

### Disparus
| Nom du magazine          | Propriétaire          | Vente en 2006 | Vente en 2009 | Évolution sur 3 ans | Note                    |
| ------------------------ | --------------------- | ------------- | ------------- | ------------------- | ----------------------- |
| TV Hebdo                 | Lagardère News        | 1 725 693     | 1 633 215     | - 05,4 % (- 92 478) | absorbé par TV Magazine |
| Télé TNT Programmes      | Groupe Michel Hommell | 45 136        | 79 899        | + 77,0 % (+ 34 763) |                         |
| Top TV Colmar / Sélestat |                       |               |               |                     |                         |